# Teatr la M.ort
Teatr la M.ort – polska grupa teatralna działająca w Warszawie, założona w 1999 roku przez Ewelinę Góral. Teatr ma na swoim koncie 10 premier oraz występy na wielu scenach w kraju i za granicą. Z teatrem współpracuje grupa aktorów młodego pokolenia, m.in. Anna Buczek, Ilona Chojnowska, Anna Grycewicz, Milena Suszyńska, Piotr Bajtlik, Paweł Ciołkosz, Arkadiusz Detmer, Marcin Hycnar, Klaudiusz Kaufmann, Rafał Szałajko, Arkadiusz Smoleński, Adam Pater. Z teatrem współpracowali również: Justyna Hernik, Dominika Krzywotulska oraz Mateusz Grydlik.

## Nagrody
- wyróżnienie Łódzkich Spotkań Teatralnych 1999 ("Samotność")
- I Miejsce na III Międzynarodowym Festiwalu Działań Teatralnych i Plastycznych "Zdarzenia" Tczew – Europa 2002 (Wszystko zamiast)
- główna nagroda Łódzkich Spotkań Teatralnych 2002 (Wszystko zamiast)
- nagroda za reżyserię i pracę z aktorem Łódzkich Spotkań Teatralnych 2003 (Następni)
- nagroda im. Zbigniewa Krawczykowskiego przyznana przez Rektora Akademii Teatralnej im. A. Zelwerowicza Ewelinie Góral (Kaufmann) za wyróżniające osiągnięcia w pierwszych latach po ukończeniu studiów (Warszawa, październik 2005).

## Premiery
- Samotność – styczeń 1999
- Giną ludzie – marzec 2000
- Autoportret opętany – grudzień 2000
- Inna kobieta – październik 2001
- Wszystko zamiast – kwiecień 2002
- Następni – lipiec 2003
- Krzyk – grudzień 2004
- Antygona. Transkrypcja z Sofoklesa – czerwiec 2005
- Furia – czerwiec 2006
- Rosencrantz i Guildenstern nie żyją – czerwiec 2007
- HamletMaszyna – grudzień 2009

## Udział w festiwalach
- I Międzynarodowy Festiwal Teatru Regionów Europy, Jelenia Góra, 2000 (Samotność)
- V Akcja Teatralna "Azyl", Warszawa, 2002 (Wszystko zamiast)
- Festiwal Dramatu Współczesnego, Zielona Góra – Żary, 2004 (Następni)
- Festiwal "The Best Off", Gdańsk, 2004 (Wszystko zamiast)
- The Edinburgh Festival Fringe, Edynburg, 2006 (Fury – poza konkursem)
- The Edinburgh Festival Fringe, Edynburg, 2007 (Rosencrantz and Guildenstern are dead)
- Re:wizje. Inwazja Sztuki Niezależnej, Warszawa, 14-16 XII 2007 (Rosencrantz i Guildenstern nie żyją)
- Festiwal "The Best Off", Gdańsk, 2008 (Rosencrantz i Guildenstern nie żyją)